# Embraer 190
Embraer 190 – brazylijski samolot pasażerski średniego zasięgu z dwoma silnikami turbowentylatorowymi w podskrzydłowych gondolach. Samolot oblatano w marcu  2004 roku. Embraer 190 może zabrać na pokład 98 lub 106 pasażerów w wersji dalekiego zasięgu 190 LR (Long Range). W wersji dalekiego zasięgu  wzmocniono kadłub oraz zmodernizowano skrzydła, dzięki czemu zwiększono maksymalną masę startową, masę lądowania oraz zasięg.

## Katastrofy i wypadki
- 24 sierpnia 2010 – chiński Embraer ERJ-190 linii Henan Airlines z 91 pasażerami i 5 członkami załogi rozbił się podczas lądowania na lotnisku Lindu w mieście Yichun. Zginęły 42 osoby.

- 29 listopada 2013 – samolot Embraer 190 linii lotniczych LAM Mozambique Airlines spadł z wysokości 12000 metrów.

- 25 grudnia 2024 – samolot Embraer 190AR linii lotniczych Azerbaijan Airlines rozbił się podczas próby podejścia do awaryjnego lądowania na lotnisku w Aktau.